# Alpinia calcicola
Alpinia calcicola är en enhjärtbladig växtart som beskrevs av Q.B.Nguyen och M.F.Newman. Alpinia calcicola ingår i släktet Alpinia och familjen Zingiberaceae.
Artens utbredningsområde är Vietnam. Inga underarter finns listade i Catalogue of Life.